# Grupo de Operaciones Especiales (México)

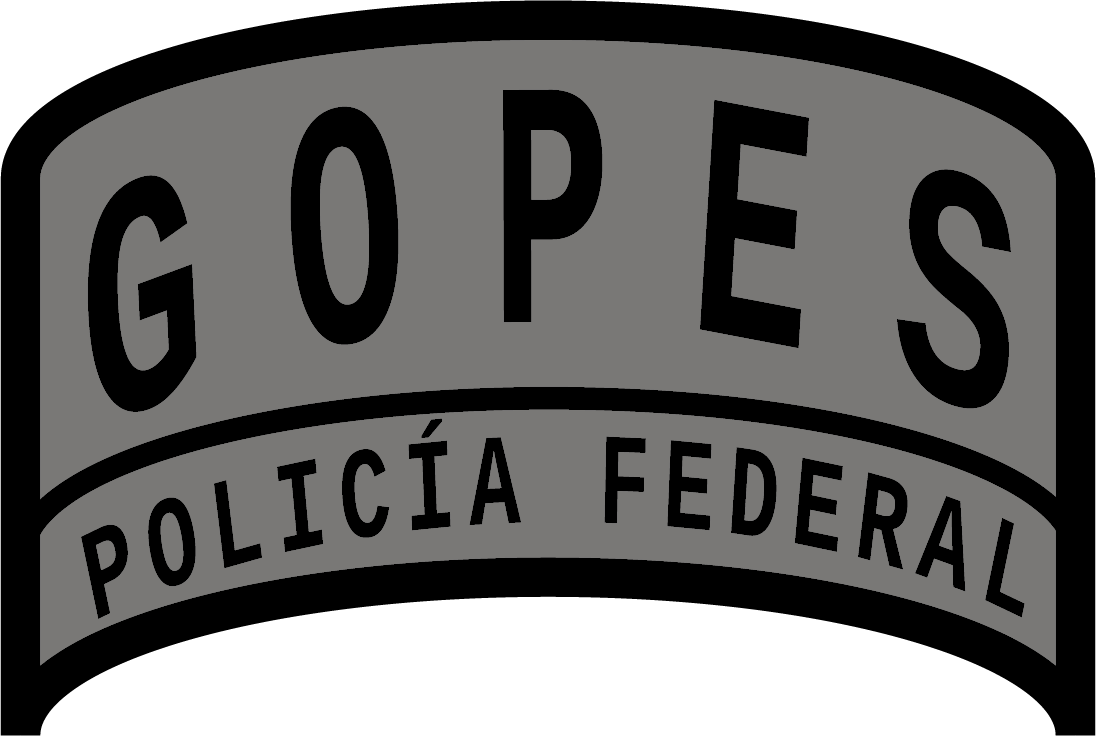
Grupo de Operaciones Especiales-GOPES (México).

El Grupo de Operaciones Especiales, igualmente conocidos como GOPES, GERI, Fuerzas de Reacción o Policías de Reacción, son unidades de Fuerzas Especiales de carácter policial en México las cuales son las encargadas de llevar a cabo operaciones de alto impacto entre las cuales destacan; el rescate de rehenes, la aprensión de criminales de alta peligrosidad, las acciones antinarcóticos, resguardo de instalaciones estratégicas, el contraterrorismo y el combate al crimen organizado.

## Antecedentes

### GERI
El Grupo Especiales de Reacción e Intervención (GERI)fue creado el 27 de abril de 1987 y fungió como Cuerpo Especial de Elite de la Policía Judicial del Distrito Federal y, a raíz de esto, la Secretaría de Seguridad pública del D.F crea sus propios cuerpos especiales conocidos como Zorros, Jaguares, Álamos y Alfa
La unidad continúa activa hasta el momento siendo pionera en este tipo de unidades tácticas, resolviendo situaciones de riesgo y alto impacto; actuando con honor, valor y lealtad en cada uno de sus elementos.

## [1]G.OP.ES. de la Policía Federal
Fue conocido como G.E.O. (Grupo Especial de Operaciones, y G.A.T. (Grupo Antiterrorista) fue una unidad de operaciones especiales de la Policía Federal de México, posteriormente fue renombrado G.OP.ES. y fungió como fuerza de reacción de la policía federal preventiva.
Tras la unificación del AFI y la PFP, el grupo pasó a formar parte de la división de fuerzas federales de la Policía Federal realizando labores de antiterrorismo y combate a la delincuencia.
El número de agentes que conforman la unidad es información clasificada pero se sabe que operan en binomios para llevar a cabo sus misiones (grupos de 2 hasta 8).
Es una unidad altamente capacitada. Sus integrantes han sido entrenados por el Grupo Aeromóvil de Fuerzas Especiales del Ejército y la Brigada de Fusileros Paracaidistas de la Fuerza Aérea Mexicana, el GEO de España, la AFEUR de Colombia, el RAID de Francia y el FAMS de los Estados Unidos.
Se considera al GOPES como una de las mejores y más preparadas unidades especiales policiales de elite a nivel mundial, por lo completo y riguroso de su entrenamiento y disciplina como por su vasta experiencia operacional en el marco de la Guerra contra el Narcotráfico. Su nivel esta a la par del HRT del FBI, GIGN de Francia, GSG9 de Alemania, y el GEO de España.
Después de los atentados del 11 de septiembre de 2001, algunos vuelos comerciales que partían desde el Aeropuerto Internacional de la Ciudad de México, eran custodiados por agentes encubiertos del GOPES.
El exsoldado del SAS, Chris Ryan, realizó un documental con la unidad, mostrando algunas de sus capacidades y acciones operativas. Este programa se encuentra en la serie de documentales; Policía de Elite.
La Policía Federal fue disuelta el 1 de octubre de 2019 y los elementos y recursos del GOPES fueron transferidos a la Guardia Nacional

### Transportes
- Ford F-150
- Dodge Charger
- Chevrolet Suburban
- Ford F-250
- Chevrolet Silverado
- Dodge Ram
- BMW Serie 7
- BMW X6
- Range Rover Evoque
- Toyota Vellfire
- Chevrolet Spark

#### Helicóptero
- UH-60 Black Hawk
- Eurocopter EC120 Colibri
- Mil Mi-17

#### Aviones no Tripulados
- Hydra Technologies S4 Ehécatl
- Elbit Hermes 450

#### Aviones
- CASA CN-235

### Armamento

#### Fusil de asalto
- IWI Galil Ace 21
- Beretta ARX-160
- Carabina M4

#### Lanzagranadas
- M-203
- Milkor MGL

#### Ametralladoras
- US Ordnance M60E4
- Browning M2
- IMI Negev

#### Subfusil
- Heckler & Koch UMP
- Heckler & Koch MP7

#### Rifle de francotirador
- Barret M82
- Barret 98B
- Remington 700
- DSR-50

#### Escopeta
- Remington 870
- Benelli M4

#### Pistola
- Heckler & Koch USP
- Walther P99
- Smith & Wesson 686
- FN Five-seven
- Beretta PX4 Storm
- Beretta 92
- Jericho 941

## Otras Unidades GOPE
- GOPES Chihuahua
- GOPES Tamaulipas
- GOPES Aguascalientes

### Otras Fuerzas de Reacción Policiales
- Fuerza Antisecuestros
- Policía Especial de Reacción y Policía Especializada de Coahuila
- ETRI
- GTRI
- Policía de Reacción
- Fuerza de Reacción Inmediata Pakal